# أمسين (أوريكة)
أمسين هي إحدى مشيخات المملكة المغربية، تتبع جغرافيا لإقليم الحوز وإداريًا لأوريكة. يقدر عدد سكانها بـ 10347 نسمة حسب الإحصاء الرسمي للسكان والسكنى لسنة 2004.